# Vezekényi csata

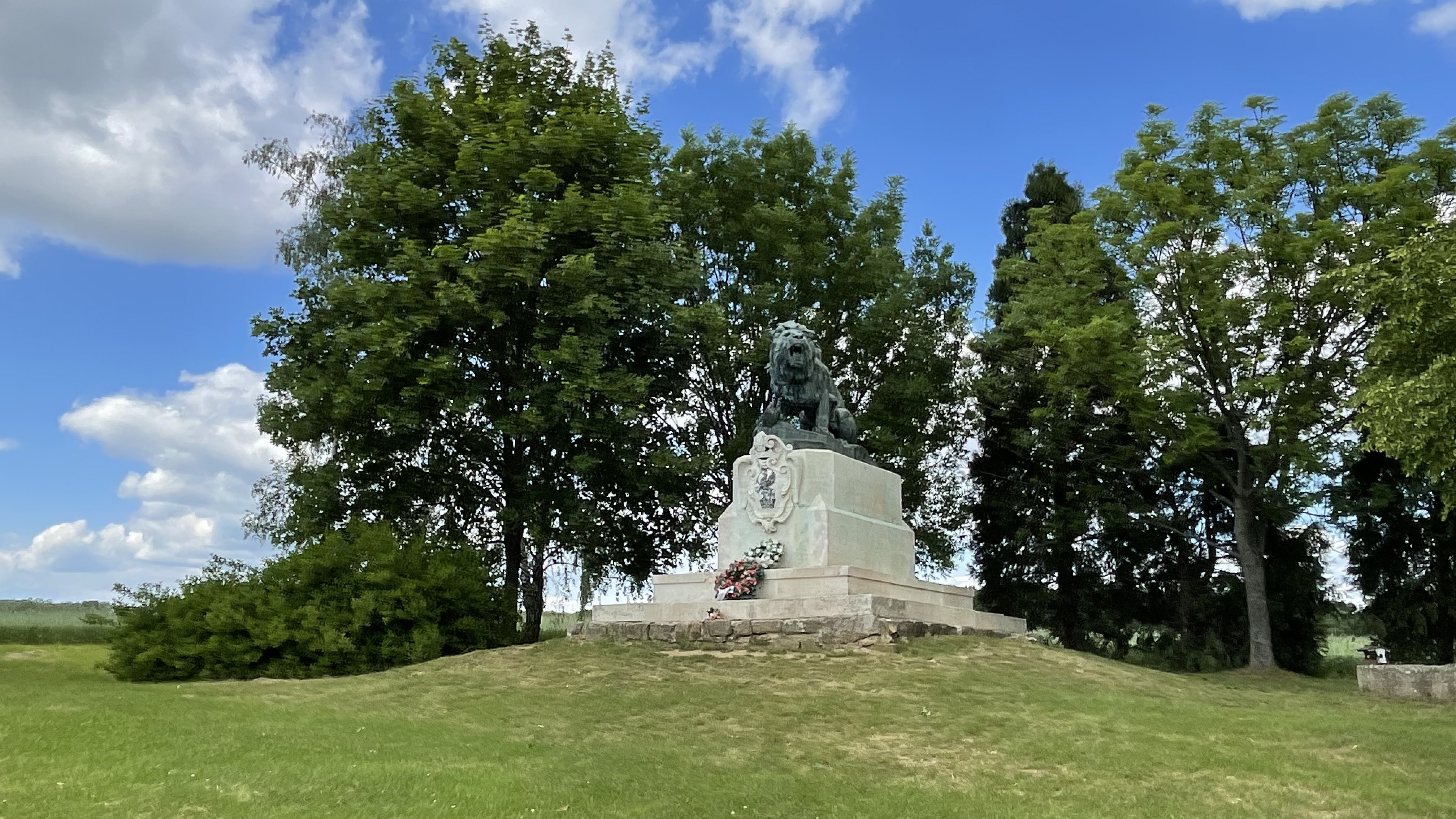
A vezekényi csata emlékművének elhelyezkedése

A (2.) vezekényi csatában csaptak össze a törökkel  a királyi hadak 1652. augusztus 26-án. A török ellen vívott küzdelemben, háromszoros túlerőben lévő sereget vert szét az érsekújvári főkapitány, Forgách Ádám által vezetett 1200 fős magyar sereg. A csatáról részletes leírással Esterházy Pál naplója szolgál, aki ugyan nem volt ott a helyszínen, de közvetlen értesülései nyomán a csata legrészletesebb leírását alkotta meg. A Vezekény melletti balszerencsés kimenetelű ütközetben az Esterházy család négy tagja halt hősi halált, közöttük a néhai nádor, Esterházy Miklós legidősebb fia, az ígéretes tehetségű, huszonhat éves Esterházy László pápai főkapitány, valamint Esterházy Ferenc balassagyarmati főkapitány, Esterházy Tamás lévai vicekapitány és Esterházy Gáspár aranysarkantyús vitéz.

## A csata előzménye és lefolyása
Musztafa esztergomi bég 15 török végházból gyűjtött mintegy 3000 fős seregével Nyitra vidékére ment portyázni és nagyszámú foglyot és gazdag zsákmányt szerzett.
Forgách Adám érsekújvári főkapitány elhagyva seregével az érsekújvári erődöt Nagysuránynak tartott. Ott átkelt a Nyitra folyón, és a Zsitva mentében Verebélynek ment.  Útjukban a sűrű erdőkből és ligetekből előjövő bujdosó lakosoktól értesültek, hogy az elmúlt éjjel török lovas csapatok Udvard tájáról húzódtak fölfelé és Surány alatt csendben átkeltek a Nyitrán.
A keresztény had több végvárból toborozva, illetve Walther alezredes csapatával kiegészülve mintegy 900-1000 fő körül lehetett, nagyjából 600 magyar és német lovas, 150 muskétás és 150 hajdú. Koháry István szécsényi kapitány és a füleki végvári vitézek már hazaindultak, így ők végül nem vettek részt a csatában. Maradtak viszont az elesett Esterházyakon kívül Pálffy Miklós és Serényi Pál füleki kapitány, Forgách helyettese.
A keresztény had Nagyvezekénynél volt, amikor a túlerőben lévő törökök Taszárról indulva támadtak rá. A keresztény had szekérsánc mögül védekezett, Esterházy László és Ferenc volt a jobbszárnyon, a bal szárnyon Esterházy Tamás és Gáspár. Az előbbiek csapattestét a kettévált török had nagyobbik része egy pataknak szorítva teljesen felmorzsolta. Hasonlóan járt a bal szárny. A jelentések egymásnak ellentmondanak abban, ki viselte az ellenség támadásainak fő terhét, de az bizonyos hogy a harc egész nap folyt, s több török rohamot is kiálltak. A harcnak csak az éj beállta vetett véget. A magas rangú magyar vitézek eleste ellenére az összecsapást a keresztény had nyerte, mivel a törökök veszteségei sokkal súlyosabbak voltak, mind számbelileg (körülbelül 800 fő), mind vezetőiket tekintve, még Musztafa bég is megsebesült. A magyarok veszteségei a jelentések alapján 100 fő alatt, a valóságban azt meghaladóak lehettek a rabok közül több mint százan kiszabadulhattak. Mivel azonban a törökök viszonylag rendezetten vonultak el, halottaikat, sebesültjeiket és foglyaikat is nagyrészt elszállítva, az ellenség halottait kifosztva és Esterházy Ferenc fejét trófeaként magukkal véve a valós győzelem kérdéses marad.
A törökök pótolva veszteségeiket újabb támadást terveztek.

## Az Esterházyak temetése

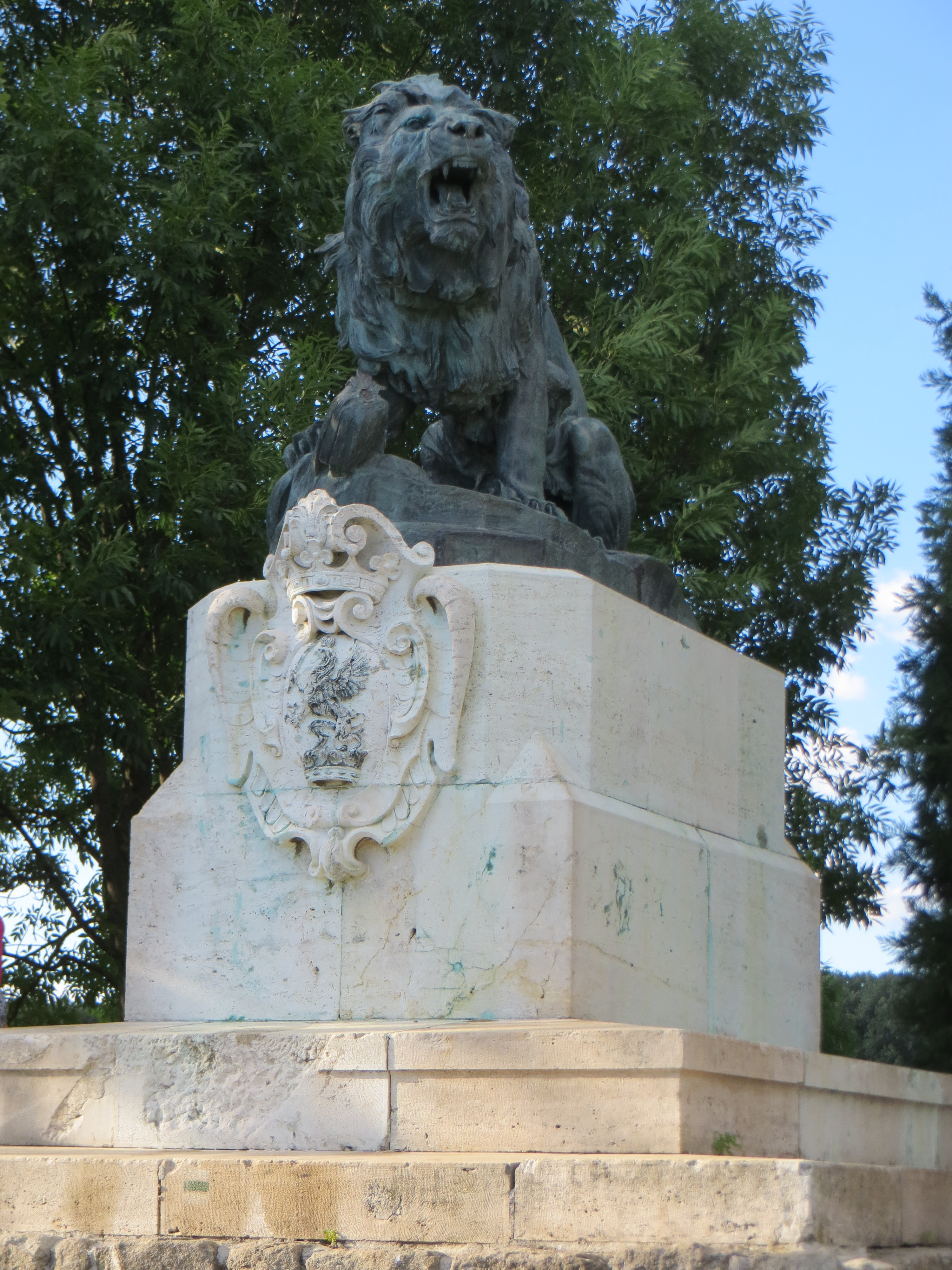
Esterházy László, Ferenc, Tamás és Gáspár emlékműve Nagyvezekény határában.

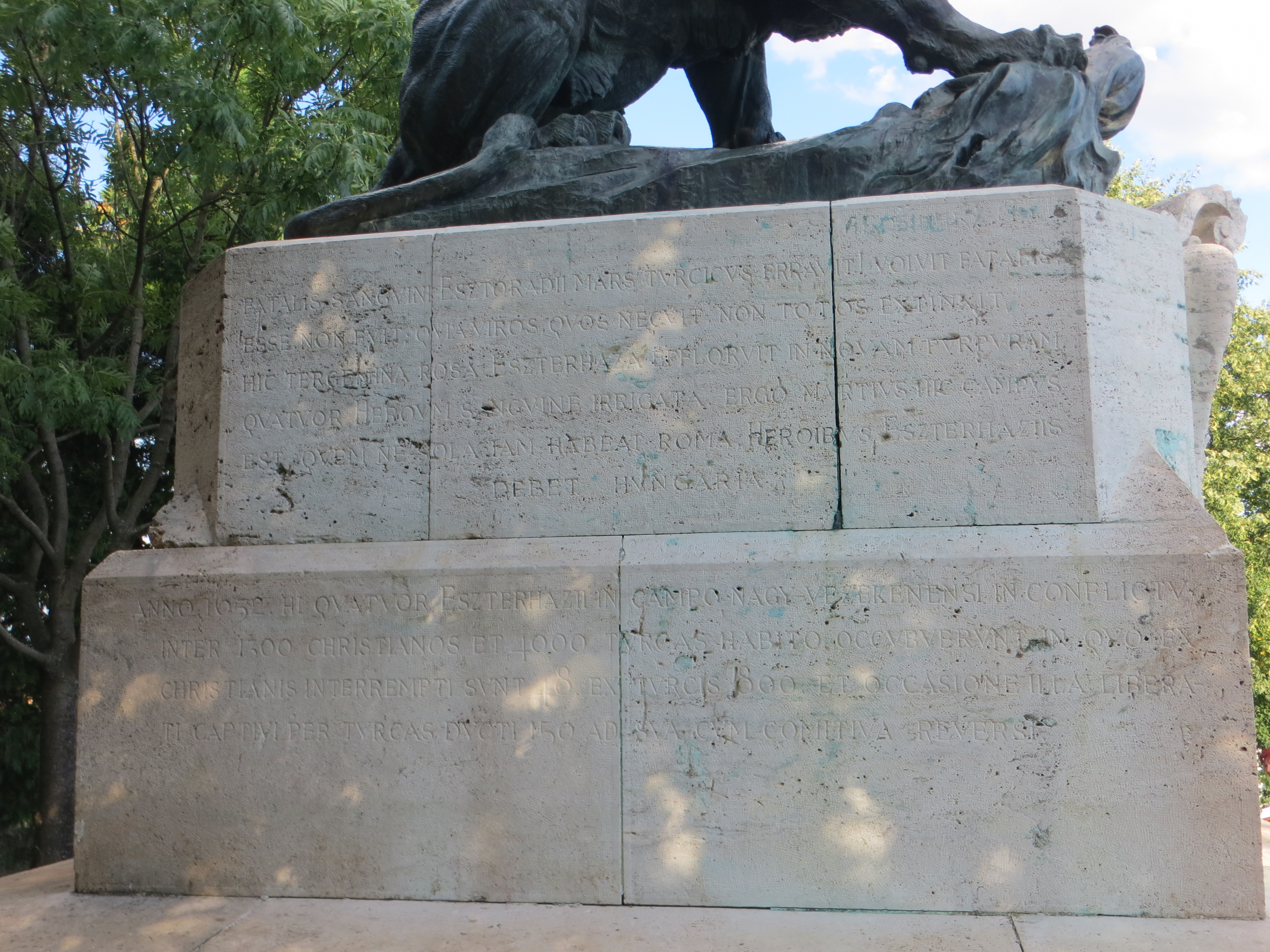
Felirat az emlékművön, az oroszlán jobb oldalán

A csatában elesett Esterházyakat nagy pompával 1652. november 25-én temették el Nagyszombatban. A négy Esterházy fiú temetése alkalmat adott a családi reprezentációra, annak kidomborítására, hogy a pogány török elleni harcban egyetlen főúri család sem hozott ekkora áldozatot. A három hónappal a csata után lezajlott fényes temetésre Nagyszombatba gyűlt a magyar főnemesség színe-java.
"Vörös posztóval földig béborított" társzekereken érkeztek a koporsók, amelyet Esterházy Pál naplója szerint mintegy 5 ezer lovas vitéz kísért. Őket fáklyás siratók követték, panaszos hangon énekelve. A koporsókat az Esterházy Miklós által emelt nagyszombati jezsuita templomban ravatalozták fel. Az oltár előtt pazar castrum doloris (szó szerint: a fájdalom vára) magasodott, ez fából és papírmaséból alkotott, díszletszerű építmény volt, oszlopokon nyugvó baldachin, a főúri temetések elmaradhatatlan kelléke. A csanádi püspök latin, a pécsi püspök magyar nyelven magasztalta az Esterházy fiúk hősies önfeláldozását, majd a gyászzene búgó hangja mellett, sorra a családi kriptába eresztették a négy ónkoporsót.

## A csata emléke
- A csatát több műtárgyon is megörökítették, többek között Esterházy Pál által rendelt ezüsttálon Esterházy László halálát is külön.[4] Vörösréz másolata a fraknói várban található. Weinwurm Antal (1845-1925) 1884-ben a történeti ötvösműkiállításon Abraham Drentwett (1614-1666) által készített asztaldíszt fotózott Esterházy Lászlóról.[5]
- Esterházy Imre gróf nagyprépost 1734-ben öt méter magas márványobeliszket állíttatott a csata helyén emlékül. Leírását Kelecsényi József közölte a 19. század közepén. 1896-ban a csata helyszínén az Esterházy család bronz harcias oroszlán emlékművet állított. A szobor Markup Béla alkotása, melyet a millenniumi ünnepségek alkalmával avattak fel. 2013-ban a szobrot megpróbálták ellopni.[6]
- Fraknó várában,[7] illetve az Aranyosmaróti Múzeumban[8] a csatáról festmény látható, Melchior Küssel (1626-1683) rézmetszetről grafikát készített a csatáról.[9] A nagyszombati jezsuita templomban készített castrum dolorist szintén megörökítették.[10]
- Šoltés, Tomáš 2019: Kronika odbojov - Anarchia (szlovák történelmi regény) ISBN 9788057010890